# Ivan Navi
Іван Тарасович Сяркевич, відоміший під псевдонімом Ivan NAVI (укр. Іван Наві) (нар. 6 липня 1992, Львів) — український співак, двократний номінант музичної премії YUNA: в категоріях «Відкриття року» (2017) та «Найкращий виконавець» (2018), номінант музичної премії «Золота жар-птиця» в категорії «Прорив року» (2018) та «Найкращий виконавець» (2019), визнаний авторитетним порталом Tophit.ua «Найкращим виконавцем 2020» як абсолютний лідер серед українських та закордонних виконавців за ротаціями на радіо, артист, чиї пісні найчастіше звучали в ефірі українських радіостанцій за підсумками року. Пісня Ivan NAVI «Коли Нема Тебе» стала піснею 2020 року на радіостанціях України.

## Життя і творчість

### Ранні роки
Іван Сяркевич народився 1992 року у Львові. В школі займався боксом. Брав участь у регіональних змаганнях. Але з дитинства Іван захоплювався і музикою, за його плечима музична школа — п'ять років навчання по класу гри на акордеоні. Коли довелося обирати, то любов до музики переважила.
Після школи вступив у Львівський інститут менеджменту, де захистив диплом за спеціальністю маркетолог.

### 2011—2015: талант-шоу
- 2011 року став учасником проєкту «Шоу № 1» Телеканал Інтер (у складі команди «Привиди опери»)[5].
- 2013 року став півфіналістом третього сезону шоу «Голос країни» на телеканалі 1+1 у складі команди Олега Скрипки. Хоч на цьому проєкті йому так і не вдалося здобути перемогу, він став улюбленцем сотень тисяч глядачів[6].
- 2015 року став одним з учасників шоу «Співай як зірка» на телеканалі Україна, де Івана помітив Кузьма Скрябін. Саме він і подав ідею сценічного імені Ivan NAVI[7].

### 2016—2018: Ivan NAVI
Навесні 2016 року Іван розпочинає роботу з продюсерським центром MOVA Music. 21 червня вже як артист Ivan NAVI презентує дебютний трек та відеокліп «Такі молоді». Зйомки кліпу відбувались одразу в трьох містах: Амстердамі, Парижі і Ніцці. Режисером кліпу став Володимир Шурубура. Вже за добу після прем'єри кліпу в мережі інтернет він потрапив у трійку найпопулярніших музичних відео України, а виконавець записав спеціальну версію пісні для радіо NRJ Ukraine. Пісня «Такі Молоді» більше пів року трималася на перших сходинках радіочартів компанії FDR та TopHit та стала однією з символічних пісень нової української музики.
23 серпня виконавець стає фіналістом конкурсу хітів від телеканалу М2 «Хітконвеєр» та виступає з треком «Ти любиш музику» на Open Air концерті на Співочому полі у Києві. І хоча перемога в результаті дісталася колективу «Patsyki z Franeka», критики, теле- і радіоексперти назвали Наві одним з головних відкриттів музичного проєкту. Головний редактор Live.Karabas та музичний критик Ігор Панасов після фіналу конкурсу написав на своїй сторінці у Facebook:
|  | Я бы отдал победу Navi. Харизма, сильный и уверенный голос, пластичность, здоровый культурный бэкграунд, настоящая поп-музыкальная легкость и свежесть в звуке. Хочется, чтобы у него все было хорошо. |

Наприкінці вересня Ivan NAVI взяв участь у концерті «Українська пісня» та концерт пам'яті Миколи Мозгового, де вперше виконав пісню «Край» Миколи Мозгового та Софії Ротару в новому сучасному аранжуванні.
17 листопада до Дня Студента він презентує другий офіційний сингл та відеокліп «Закохуюсь». Режисером кліпу знову став Володимир Шурубура. Зйомки відбувались в Одесі. Слідом за піснею «Такі молоді» трек «Закохуюсь» надовго потрапляє в українські радіочарти.
У грудні Ivan NAVI номінують на українську музичну премію «YUNA 2017» в категорії «Відкриття року» на церемонії якої він виконав свій хіт «Такі Молоді» у сольному номері на сцені Палацу «Україна» в прямому ефірі телеканалу М1.
У ніч на Різдво 2017 року Ivan NAVI представив відео «Колядка». Весь процес запису та зйомки зайняв лише 2 дні. 14 лютого він презентував пісню та кліп «Влипли». Трек виявився більш ліричним за попередні. Над відео вперше працювала команда Manifest Production. Зйомки відбувались в Чорногорії у місті Котор.
У квітні відбувся офіційний реліз сучасної версії пісні «Край». 30 травня Наві випускає новий сингл «Тимчасовий релакс». У червні він виступив на території стадіону Арена Львів перед шістьма тисячами глядачів на розігріві легенди електронної музики «ATB».
1 вересня Ivan NAVI вдруге брав участь в концерті пам'яті Миколи Мозгового, де він презентував нову версію пісні «Горянка» у стилі фанк.
За літо Ivan NAVI зіграв на двох масштабних українських фестивалях «MRPL City» у Маріуполі та «Vночи» у Харкові.
9 жовтня Ivan NAVI презентував спільний трек та відеороботу з українською співачкою Марією Яремчук — «Хімія». Режисерами відеороботи знову стала команда Manifest Production. Зйомки тривали 37 годин. Спеціально для них на території кіностудії ім. О. Довженка побудували 8 локацій. Після презентації кліпу в пресі неодноразово з'являлись публікації на тему можливого роману між артистами.
У лютому 2018 року Ivan NAVI піснею «Тимчасовий релакс» відкрив церемонію нагородження музичної премії YUNA.
13 березня 2018 Ivan NAVI презентував lyric відео «Казково» (16+). Нова пісня кардинально відрізняється від попередніх музичних робіт артиста та є своєрідним експериментом. Головною героїнею lyric video «Казково» стала учасниця проєкту «Топ-модель по-українськи» Олена Феофанова.
11 липня 2018 року Ivan NAVI представив кліп на пісню «Це Вона (Зірка)», співавтором якої став ще один український музикант Артем Пивоваров. Режисером кліпу виконавця виступив Володимир Шурубура, з яким раніше Іван працював над відео «Такі молоді» і «Закохуюсь».
Шурубура занурив артиста в особливий світ — між реальністю і вигадкою. Герой Ivan NAVI живе у звичному для нього ритмі, у нього є кохана дівчина, друзі, з якими він на одній хвилі. Але в одну ніч він зустрічає на вулицях міста Жінку-кішку, яка зникає від нього на швидкому байку.
5 жовтня 2018 року у львівському нічному клубі Малевич відбулася презентація першого альбому «Такі молоді». До нього ввійшло чотирнадцять основних та чотири бонусних пісні, серед вже випущених треків є і нові, а саме «Коливання», «Дивись на сонце», «Прокачуємо ночі» та переспів пісні «Птахи» гурту «Скрябін».
За версією авторитетного порталу TopHit за підсумками 2018 року Ivan NAVI став «Найкращим виконавцем 2018 року». Його пісні найчастіше звучали в ефірі українських радіостанцій (581 850 ефірів), його пісня «Це Вона (Зірка)» увійшла в топ-5 кращих пісень з чоловічим вокалом (204 335 ефірів).

### Відбір на Євробачення 2019
У лютому 2019 року Ivan NAVI взяв участь у Національному відборі на «Євробачення 2019» з авторською англомовною піснею «All For The Love».
У 2019 році, за даними TopHit, пісні Ivan Navi мали 536 677 ефірів на українських радіостанціях, і він став найпопулярнішим артистом на радіо в Україні серед виконавців-чоловіків.

### 2020—2021 Ivan NAVI
2020 рік — Ivan NAVI номінований на музичну премію YUNA «Найкращий електронний хіт» з піснею «Холодна ніч».
Також у 2020 році за даними TopHit Ivan Navi став найбільш ротованим артистом на українських радіостанціях серед українських та закордонних виконавців (пісні Ivan Navi звучали 843 250 разів в ефірі, а пісня «Коли нема тебе» зібрала 278 046 ефірів і стала найпопулярнішою піснею у 2020 році на радіо в Україні).
2021 рік — реліз двох музичних колаборацій Ivan NAVI:
```
— Танцювальний трек «Разом з тобою» спільно з 
Costel van Dein
[
38
]
.
```

— Лірична композиція «Ангели все знають» разом з Тіна Кароль в рамках її альбому «Молода кров». Згодом на ремікс пісні «Ангели все знають» артисти представили mood video, у якому показали свою спільну прогулянку Львовом.

### 2022 Ivan NAVI
11 квітня Ivan NAVI після повномаштабного вторгнення записав спільну пісню "Журавлі" спільно з Мариною Круть та вокальним квартетом LeVoice. Стрілецька пісня  "Журавлі" ("Чуєш, брате мій") була написана Богданом Лепким в 1910 році. Вона асоціювалась з українцями, які змушені були покидати рідний край. Також цю пісню виконували наші діди та прадіди в пам'ять про вбитих побратимів січових стрільців.
5 травня 2022 року Ivan NAVI презентував перший відеокліп та пісню "Пишу тобі листа". Це перший сингл з EP альбому "Пишу тобі листа", який артист презентував 22 жовтня 2022 року та вирушив в український тур 10 містами України. 

### 2023-2025 Ivan NAVI
Навесні 2023 року Ivan NAVI випускає спільну версію пісні "Пишу тобі листа" з репером ХАС та ремікс на пісню "Там, де".
19 липня артист презентує першу танцювальну пісню з початку повномасштабного вторгнення "На Мить" 
22.08.2023 у співака народився син Дарій.
16 лютого 2024 року Ivan NAVI випускає пісню "Біжи по небесах" - пісню реквієм про тих, хто загинув.  
10  квітня 2025 року випустив кліп «Гріхи» у якому знялась акторка Ксенія Мишина

## Дискографія

### Альбом
- 2018 — «Такі молоді»

### Сингли
| 2016                                       | «Такі молоді»                        | — | Такі молоді               |
| 2016                                       | «Ти любиш музику»                    | — | Такі молоді               |
| 2016                                       | «Закохуюсь»                          | — | Такі молоді               |
| 2017                                       | «Влипли»                             | — | Такі молоді               |
| 2017                                       | «Край»                               | — | Такі молоді               |
| 2017                                       | «Тимчасовий релакс»                  | — | Такі молоді               |
| 2017                                       | «Хімія» (із Марією Яремчук)          | — | Такі молоді               |
| 2018                                       | «Казково»                            | — | Такі молоді               |
| 2018                                       | «Це вона (зірка)»                    | — | Такі молоді               |
| 2019                                       | «All For The Love»                   | — | Сингл без альбому         |
| 2019                                       | «Ти мене кохай» (із Мятою)           | 2 |                           |
| 2019                                       | «Коли нема тебе»                     | 1 |                           |
| 2020                                       | «Холодна ніч»                        | — |                           |
| 2020                                       | «Почнемо все спочатку»               | — |                           |
| 2021                                       | «Разом з тобою» (із Costel van Dein) | — |                           |
| 2021                                       | «Ангели все знають» (із Тіна Кароль) | — | Молода кров (Тіна Кароль) |
| 2022                                       | «Журавлі» (із Krutь)                 | — |                           |
| 2022                                       | «Пишу тобі листа»                    | — |                           |
| «—» означає, що сингл не увійшов до чарту. |                                      |   |                           |

## Музичні відео
| Рік  | Назва                                   | Режисер(и)                     |
| ---- | --------------------------------------- | ------------------------------ |
| 2016 | «Такі молоді»                           | Володимир Шурубура             |
| 2016 | «Закохуюсь»                             | Володимир Шурубура             |
| 2017 | «Влипли»                                | Дмитро Маніфест, Дмитро Шмурак |
| 2017 | «Хімія» (feat. Марія Яремчук)           | Дмитро Маніфест, Дмитро Шмурак |
| 2018 | «Це Вона (Зірка)»                       | Володимир Шурубура             |
| 2019 | «Ти мене кохай» (feat. Мята)            | Юджин                          |
| 2019 | «Коли Нема Тебе»                        | Володимир Шурубура             |
| 2020 | «Тимчасовий релакс»                     | Володимир Шурубура             |
| 2020 | «Холодна ніч»                           | Володимир Шурубура             |
| 2021 | «Ангели все знають» (feat. Тіна Кароль) | Аліна Симоненко                |
| 2022 | «Пишу тобі листа»                       | Володимир Шурубура             |
| 2025 | «Гріхи»                                 | Данило Дємєхін                 |

## Нагороди та номінації
- 2017 — музична премія YUNA 2017, номінація «Відкриття року»[1].
- 2018 — музична премія YUNA 2018, номінація «Найкращий виконавець»[2].
- 2018 — музична премія Золота Жар-птиця 2018, номінація в категорії «Прорив року»[41].
- 2019 — музична премія Золота Жар-птиця 2019, номінація в категорії «Найкращий виконавець»[42].
- 2019 — музична премія Top Hit Music Awards, перемога у номінації «Найкращий виконавець (чоловічий вокал) на радіо».
- 2020 — музична премія Top Hit Music Awards, перемога у номінації «Найкращий артист на радіо».
- 2020 — музична премія Top Hit Music Awards, перемога у номінації «Пісня року (чоловічий вокал)» за пісню «Коли нема тебе».

## Склад команди
- Ivan NAVI (Іван Сяркевич)- Артист, вокаліст
- Віталій Кухарський — Барабани
- Андрій Лемішка — Клавіші
- Олексій Худяков — Директор артиста Ivan NAVI, DJ (Ді-джей)
- Ольга Войцович — PR-менеджер
- Андрій Великий — Продюсер